# Lista de maiores empresas do Japão
Este artigo lista as maiores empresas do Japão em termos de receita, lucro líquido e ativo total, de acordo com as revistas de negócios norte-americanas Fortune e Forbes.

## ListaFortunede 2020
Esta lista exibe todas as 53 empresas japonesas na Fortune Global 500, que classifica as maiores empresas do mundo por receita anual. Os números abaixo são dados em milhões de dólares americanos e são para o ano fiscal de 2019. Também estão listados a localização da sede, lucro líquido, número de funcionários em todo o mundo e setor de atividade de cada empresa.
| Classificação | Classificação na Fortune 500 | Nome                            | Setor                 | Receita (milhões de dólares) | Lucro (milhões de dólares) | Funcionários | Sede      |
| ------------- | ---------------------------- | ------------------------------- | --------------------- | ---------------------------- | -------------------------- | ------------ | --------- |
| 1             | 10                           | Toyota                          | Automobilística       | 275,288                      | 19,096                     | 359,542      | Toyota    |
| 2             | 39                           | Honda                           | Automobilística       | 137,332                      | 4,192                      | 218,674      | Tóquio    |
| 3             | 42                           | Mitsubishi                      | Conglomerado          | 135,940                      | 4,924                      | 86,098       | Tóquio    |
| 4             | 60                           | Japan Post Holdings             | Conglomerado          | 109,915                      | 4,449                      | 245,472      | Tóquio    |
| 5             | 62                           | Nippon Telegraph and Telephone  | Telecomunicação       | 109,448                      | 7,867                      | 319,039      | Tóquio    |
| 6             | 72                           | Itochu                          | Trading               | 100,522                      | 4,611                      | 151,430      | Tóquio    |
| 7             | 83                           | Nissan                          | Automobilística       | 90,863                       | −6,174                     | 144,933      | Yokohama  |
| 8             | 94                           | SoftBank Group                  | Conglomerado          | 87,440                       | −8,844                     | 80,909       | Tóquio    |
| 9             | 106                          | Hitachi                         | Conglomerado          | 80,639                       | 806                        | 301,056      | Tóquio    |
| 10            | 115                          | AEON                            | Varejo                | 78,930                       | 246                        | 290,196      | Chiba     |
| 11            | 122                          | Sony                            | Conglomerado          | 75,972                       | 5,355                      | 111,700      | Tóquio    |
| 12            | 123                          | ENEOS Holdings                  | Petróleo e gás        | 75,897                       | −1,728                     | 40,983       | Tóquio    |
| 13            | 130                          | Nippon Life                     | Seguros               | 74,048                       | 1,767                      | 92,122       | Osaka     |
| 14            | 153                          | Panasonic                       | Aparelhos eletrônicos | 68,897                       | 2,076                      | 259,385      | Osaka     |
| 15            | 161                          | Mitsubishi UFJ Financial Group  | Serviços financeiros  | 67,135                       | 4,858                      | 138,570      | Tóquio    |
| 16            | 165                          | Dai-ichi Life                   | Seguros               | 65,434                       | 298                        | 63,719       | Tóquio    |
| 17            | 172                          | Mitsui                          | Conglomerado          | 63,327                       | 3,601                      | 45,624       | Tóquio    |
| 18            | 173                          | Marubeni                        | Trading               | 62,799                       | −1,816                     | 49,515       | Tóquio    |
| 19            | 177                          | Toyota Tsusho                   | Trading               | 61,570                       | 1,247                      | 66,067       | Nagoya    |
| 20            | 178                          | Seven & I Holdings Co.          | Varejo                | 60,952                       | 2,002                      | 98,039       | Tóquio    |
| 21            | 188                          | Tóquio Electric Power Company   | Utilidade elétrica    | 57,407                       | 466                        | 37,892       | Tóquio    |
| 22            | 198                          | Nippon Steel                    | Aço                   | 54,465                       | −3,969                     | 116,462      | Tóquio    |
| 23            | 226                          | Tokio Marine                    | Seguros               | 50,270                       | 2,389                      | 41,101       | Tóquio    |
| 24            | 236                          | Idemitsu Kosan                  | Petróleo e gás        | 48,892                       | −211                       | 16,020       | Tóquio    |
| 25            | 237                          | Sumitomo Mitsui Financial Group | Banco                 | 48,880                       | 6,474                      | 86,443       | Tóquio    |
| 26            | 238                          | Sumitomo Group                  | Trading               | 48,746                       | 1,576                      | 72,642       | Tóquio    |
| 27            | 241                          | KDDI                            | Telecomunicação       | 48,171                       | 5,884                      | 44,952       | Tóquio    |
| 28            | 246                          | MS&AD Seguros Group             | Seguros               | 47,537                       | 1,316                      | 41,942       | Tóquio    |
| 29            | 247                          | Denso                           | Automobilística       | 47,400                       | 626                        | 170,932      | Kariya    |
| 30            | 300                          | Mitsubishi Electric             | Aparelhos eletrônicos | 41,045                       | 2,040                      | 146,518      | Tóquio    |
| 31            | 311                          | Daiwa House                     | Construction          | 40,288                       | 2,149                      | 47,133       | Osaka     |
| 32            | 334                          | Meiji Yasuda Life               | Seguros               | 37,466                       | 1,912                      | 43,676       | Tóquio    |
| 33            | 339                          | Mitsubishi Heavy Industries     | Industrials           | 37,172                       | 801                        | 81,631       | Tóquio    |
| 34            | 349                          | Mizuho Financial Group          | Banco                 | 36,669                       | 4,126                      | 57,264       | Tóquio    |
| 35            | 356                          | Fujitsu                         | Telecomunicação       | 35,483                       | 1,472                      | 129,609      | Tóquio    |
| 36            | 359                          | Aisin Seiki                     | Automobilística       | 34,810                       | 221                        | 119,535      | Kariya    |
| 37            | 363                          | Sompo Holdings                  | Seguros               | 34,587                       | 1,127                      | 47,535       | Tóquio    |
| 38            | 365                          | JFE Holdings                    | Aço                   | 34,305                       | −1,819                     | 64,009       | Tóquio    |
| 39            | 376                          | Mitsubishi Chemical Holdings    | Chemicals             | 33,418                       | 497                        | 69,609       | Tóquio    |
| 40            | 380                          | Canon Inc.                      | Aparelhos eletrônicos | 32,961                       | 1,148                      | 187,041      | Tóquio    |
| 41            | 387                          | Bridgestone                     | Automobilística       | 32,340                       | 2,684                      | 143,589      | Tóquio    |
| 42            | 390                          | Suzuki Motor                    | Automobilística       | 32,086                       | 1,235                      | 68,499       | Hamamatsu |
| 43            | 391                          | Sumitomo Life Insurance         | Seguros               | 32,063                       | 48                         | 42,954       | Osaka     |
| 44            | 400                          | Mazda                           | Automobilística       | 31,551                       | 112                        | 50,479       | Hiroshima |
| 45            | 402                          | Toshiba                         | Aparelhos eletrônicos | 31,179                       | −1,054                     | 125,648      | Tóquio    |
| 46            | 405                          | Subaru                          | Automobilística       | 30,758                       | 1,404                      | 35,045       | Tóquio    |
| 47            | 414                          | Takeda Pharmaceutical           | Farmacêutica          | 30,272                       | 407                        | 47,495       | Tóquio    |
| 48            | 417                          | Medipal Holdings                | Varejo                | 29,921                       | 349                        | 15,422       | Tóquio    |
| 49            | 428                          | Kansai Electric Power Company   | Utilidade elétrica    | 29,288                       | 1,196                      | 31,850       | Osaka     |
| 50            | 445                          | Sumitomo Electric Industries    | Aparelhos eletrônicos | 28,578                       | 669                        | 283,910      | Osaka     |
| 51            | 450                          | NEC                             | Aparelhos eletrônicos | 28,469                       | 920                        | 112,638      | Tóquio    |
| 52            | 454                          | Chubu Electric Power            | Utilidade elétrica    | 28,200                       | 1,504                      | 28,448       | Nagoya    |
| 53            | 470                          | East Japan Railway Company      | Transporte            | 27,102                       | 1,825                      | 85,114       | Tóquio    |

## ListaForbesde 2020
Esta lista é baseada na Forbes Global 2000, que classifica as 2.000 maiores empresas de capital aberto do mundo. A lista da Forbes leva em consideração uma grande quantidade de fatores, incluindo receita, lucro líquido, ativos totais e valor de mercado de cada empresa; cada fator recebe uma classificação ponderada em termos de importância ao considerar a classificação geral. A tabela a seguir também relaciona a localização da sede e o setor da indústria de cada empresa. Os números estão em bilhões de dólares americanos e referem-se ao ano de 2019. As 50 maiores empresas japonesas da Forbes 2000 estão listadas.
| Classificação | Classificação na Forbes 2000 | Nome                            | Sede      | Receita (bilhões de dólares) | Lucro (bilhões de dólares) | Ativos (bilhões de dólares) | Valor de mercado (bilhões de dólares) | Setor                 |
| ------------- | ---------------------------- | ------------------------------- | --------- | ---------------------------- | -------------------------- | --------------------------- | ------------------------------------- | --------------------- |
| 1             | 11                           | Toyota                          | Toyota    | 280.5                        | 22.7                       | 495.1                       | 173.3                                 | Automobilística       |
| 2             | 43                           | Nippon Telegraph and Telephone  | Tóquio    | 109.6                        | 7.9                        | 211.1                       | 83.0                                  | Telecomunicação       |
| 3             | 52                           | Mitsubishi UFJ Financial Group  | Tóquio    | 60.1                         | 5.4                        | 2,893.0                     | 51.8                                  | Serviços financeiros  |
| 4             | 58                           | Sony                            | Tóquio    | 79.2                         | 6.0                        | 208.3                       | 78.7                                  | Conglomerado          |
| 5             | 66                           | SoftBank Group                  | Tóquio    | 87.4                         | 2.9                        | 362.6                       | 89.7                                  | Conglomerado          |
| 6             | 72                           | Japan Post Holdings             | Tóquio    | 112.3                        | 4.7                        | 2,680.2                     | 32.7                                  | Conglomerado          |
| 7             | 80                           | Sumitomo Mitsui Financial Group | Tóquio    | 48.4                         | 6.4                        | 1,954.8                     | 36.4                                  | Banco                 |
| 8             | 83                           | Honda                           | Tóquio    | 142.4                        | 4.3                        | 188.5                       | 42.6                                  | Automobilística       |
| 9             | 104                          | Mitsubishi                      | Tóquio    | 140.8                        | 4.8                        | 167.0                       | 32.4                                  | Conglomerado          |
| 10            | 122                          | KDDI                            | Tóquio    | 47.8                         | 5.9                        | 86.5                        | 66.9                                  | Telecomunicação       |
| 11            | 135                          | Itochu                          | Osaka     | 103.1                        | 4.9                        | 104.6                       | 29.6                                  | Trading               |
| 12            | 151                          | Tokio Marine                    | Tóquio    | 48.5                         | 2.6                        | 224.5                       | 33.0                                  | Seguros               |
| 13            | 166                          | Mitsui                          | Tóquio    | 65.5                         | 3.7                        | 114.3                       | 24.1                                  | Conglomerado          |
| 14            | 198                          | Hitachi                         | Tóquio    | 82.9                         | 1.8                        | 94.6                        | 29.3                                  | Conglomerado          |
| 15            | 215                          | MS&AD Insurance Group           | Tóquio    | 50.6                         | 2.6                        | 220.1                       | 16.7                                  | Seguros               |
| 16            | 230                          | Dai-ichi Life                   | Tóquio    | 62.6                         | 1.8                        | 560.8                       | 14.4                                  | Seguros               |
| 17            | 234                          | Seven & I Holdings Co.          | Tóquio    | 61.0                         | 2.0                        | 55.6                        | 29.3                                  | Varejo                |
| 18            | 242                          | Mizuho Financial Group          | Tóquio    | 35.9                         | 0.8                        | 1,874.9                     | 29.8                                  | Banco                 |
| 19            | 247                          | Central Japan Railway Company   | Nagoya    | 17.0                         | 3.7                        | 89.0                        | 31.2                                  | Transporte            |
| 20            | 256                          | Panasonic                       | Osaka     | 70.4                         | 2.6                        | 61.8                        | 18.0                                  | Aparelhos eletrônicos |
| 21            | 261                          | East Japan Railway Company      | Tóquio    | 27.1                         | 1.8                        | 79.1                        | 27.8                                  | Transporte            |
| 22            | 283                          | Japan Tobacco                   | Tóquio    | 20.0                         | 3.2                        | 51.1                        | 33.4                                  | Tobacco               |
| 23            | 290                          | Sumitomo Group                  | Tóquio    | 49.9                         | 2.7                        | 77.1                        | 14.4                                  | Trading               |
| 24            | 292                          | Orix                            | Osaka     | 21.3                         | 3.0                        | 118.2                       | 15.4                                  | Serviços financeiros  |
| 25            | 294                          | Mitsubishi Electric             | Tóquio    | 41.3                         | 2.1                        | 40.9                        | 26.9                                  | Aparelhos eletrônicos |
| 26            | 299                          | Nomura Holdings                 | Tóquio    | 19.1                         | 2.3                        | 425.5                       | 13.0                                  | Serviços financeiros  |
| 27            | 321                          | JXTG Holdings                   | Tóquio    | 95.5                         | 1.5                        | 81.6                        | 11.5                                  | Petróleo e gás        |
| 28            | 324                          | Daiwa House                     | Osaka     | 40.0                         | 2.3                        | 42.7                        | 17.1                                  | Construction          |
| 29            | 327                          | Bridgestone                     | Tóquio    | 32.3                         | 2.7                        | 36.3                        | 20.7                                  | Automobilística       |
| 30            | 355                          | Shin-Etsu Chemical              | Tóquio    | 14.2                         | 2.9                        | 29.9                        | 46.7                                  | Chemicals             |
| 31            | 359                          | Canon Inc.                      | Tóquio    | 33.0                         | 1.1                        | 43.9                        | 22.7                                  | Aparelhos eletrônicos |
| 32            | 360                          | Sompo Japan Nipponkoa Insurance | Tóquio    | 32.8                         | 1.3                        | 111.8                       | 11.9                                  | Seguros               |
| 33            | 367                          | Mitsui Fudosan                  | Tóquio    | 17.5                         | 1.5                        | 67.2                        | 18.2                                  | Corretagem            |
| 34            | 375                          | Daikin                          | Osaka     | 23.5                         | 1.7                        | 26.1                        | 38.3                                  | Electrical equipment  |
| 35            | 383                          | Sumitomo Mitsui Trust Holdings  | Tóquio    | 13.8                         | 1.8                        | 509.3                       | 11.1                                  | Serviços financeiros  |
| 36            | 394                          | Denso                           | Kariya    | 47.4                         | 0.6                        | 52.4                        | 27.6                                  | Automobilística       |
| 37            | 404                          | Nippon Steel                    | Tóquio    | 55.7                         | 2.3                        | 71.4                        | 7.9                                   | Aço                   |
| 38            | 405                          | Komatsu                         | Tóquio    | 23.2                         | 1.9                        | 34.3                        | 18.2                                  | Industrials           |
| 39            | 422                          | Fujitsu                         | Tóquio    | 35.7                         | 1.4                        | 28.7                        | 20.0                                  | Corretagem            |
| 40            | 427                          | Tóquio Electric Power Company   | Tóquio    | 58.9                         | 5.2                        | 110.8                       | 5.4                                   | Utilidade elétrica    |
| 41            | 428                          | Fast Retailing                  | Yamaguchi | 20.5                         | 1.4                        | 22.8                        | 49.2                                  | Varejo                |
| 42            | 429                          | Toyota Industries               | Kariya    | 20.0                         | 1.3                        | 48.9                        | 15.8                                  | Automobilística       |
| 43            | 434                          | Recruit Holdings                | Tóquio    | 21.9                         | 1.8                        | 18.3                        | 49.1                                  | Aparelhos eletrônicos |
| 44            | 442                          | Marubeni                        | Tóquio    | 63.6                         | 1.4                        | 62.7                        | 8.5                                   | Trading               |
| 45            | 447                          | Kansai Electric Power Company   | Osaka     | 30.1                         | 1.5                        | 68.6                        | 9.2                                   | Farmacêutica          |
| 46            | 449                          | Fujifilm                        | Tóquio    | 21.7                         | 1.4                        | 31.8                        | 19.7                                  | Consumer goods        |
| 47            | 455                          | Chubu Electric Power Company    | Nagoya    | 28.6                         | 1.6                        | 49.8                        | 10.3                                  | Utilidade elétrica    |
| 48            | 479                          | Subaru                          | Tóquio    | 30.0                         | 1.3                        | 29.1                        | 15.6                                  | Automobilística       |
| 49            | 480                          | Suzuki Motor                    | Hamamatsu | 33.6                         | 1.1                        | 31.7                        | 15.7                                  | Automobilística       |
| 50            | 481                          | Mitsubishi Heavy Industries     | Tóquio    | 37.0                         | 1.5                        | 51.0                        | 8.7                                   | Industrials           |